# Robin Coombs
Robert Royston Amos Coombs FRS FRCPath FRCP (9 de enero de 1921 - 25 de enero de 2006) fue un immunologista británico, codescubridor de la Prueba de que lleva su nombre (1945) utilizada para detectar anticuerpos en varios escenarios clínicos, como la enfermedad Perinatal por Incompatibilidad Rh y transfusión de sangre.

## Biografía
Nació en Londres y estudió medicina veterinaria en la Universidad de Edimburgo . En 1943 ingresó en el King's College de Cambridge, donde comenzó a trabajar en un doctorado, que obtuvo en el año 1947. Antes de terminar su doctorado, desarrolló y publicó métodos para detectar anticuerpos conjuntamente con Arthur Mourant y Robert Russell Race en 1945. Estos métodos se conocen hoy como la prueba de Coombs, que, según la leyenda, se ideó por primera vez mientras Coombs viajaba en el tren.
Coombs se convirtió en profesor e investigador en el Departamento de Patología de la Universidad de Cambridge, convirtiéndose en miembro del Corpus Christi College y fundador de su División de Inmunología. Coombs fue nombrado cuarto Profesor de Biología en 1966 y continuó trabajando en la Universidad de Cambridge hasta 1988.  Está documentado que uno de sus dichos fue que para Él "las celulas rojas de la sangre fueron principalmente diseñadas por Dios como herramientas para el immunologista y sólo secundariamente como transportadoras de hemoglobina".
En noviembre de 1956, Coombs fundó la Sociedad Británica de Inmunología junto con John H. Humphrey, Bob White, y Avrion Mitchison.  Siendo Miembro Honorario de dicha Sociedad.
Recibió el Doctorado Honorario por la Universidad de Guelph de Canadá y era miembro de la Royal Society desde 1965, fue miembro de la Universidad Real de Patólogos y Miembro Honorario de la Universidad Real de Physicians.
Coombs estuvo casado con Anne Blomfield, su primer estudiante de posgrado. Tuvieron un hijo y una hija.

## Trabajos
La Prueba de Coombs, la cual  desarrolle y publicó junto con Arthur Mourant y Robert Rusell Race en 1945, ha formado la base de un gran número de investigaciones de laboratorio en los campos de la hematología, inmunología, la Inmunohematología, patología perinatal y la Hemoterapia
Junto con Profesor Philip George Howthern Gell,  desarrolló una clasificación de mecanismos inmunes de daño de tejido, hoy conocido como la como la "Clasificación Gell-Coombs", comprendiendo cuatro tipos de reacciones.
Junto con W.E. Parish y A. F. Wells  llevó a cabo las investigaciones y dio una explicación sobre el síndrome de muerte de niño repentino (SIDS) debido a una reacción anafiláctica a las proteínas lácteas.